# José Álvarez Icaza
José Álvarez Icaza Manero (21 de marzo de 1921 - 26 de noviembre de 2010) fue un político y activista mexicano, fundador del Centro Nacional de Comunicación Social y padre del expresidente de la Comisión de Derechos Humanos del Distrito Federal, Emilio Álvarez Icaza.

## Biografía
Fue ingeniero civil de profesión, siendo por tanto constructor de los cimientos del Estadio Olímpico Universitario y de la Facultad de Medicina (UNAM). Fue representante laico en el Concilio Vaticano II. En 1964 Álvarez Icaza fundó el Centro Nacional de Comunicación Social cuando él y su esposa, Luz María Longoria Gama, eran miembros del Movimiento Familiar Cristiano, del que se separaron en 1968 por lo que ellos consideraron un silencio por parte la jerarquía católica mexicana ante la matanza estudiantil de 1968.
Como político, fue fundador del Partido Mexicano de los Trabajadores, del Frente Democrático Nacional en 1988 y del Partido de la Revolución Democrática. En 1994, como director del Centro Nacional de Comunicación Social apoyó el proceso de pacificación posterior al levantamiento zapatista del Ejército Zapatista de Liberación Nacional. En 1996 recibió el premio José Méndez Arceo y en 2001 el premio Compartir por su labor social.
Falleció el 26 de noviembre de 2010 de un paro cardiorrespiratorio a los 89 años de edad.